# 1218
Високе Середньовіччя •  Золота доба ісламу •  Реконкіста •  Хрестові походи •  Київська Русь

## Геополітична ситуація
Візантійська імперія розпалася на кілька держав. Фрідріх II Гогенштауфен є королем Німеччини. Філіп II Август править у Франції (до 1223).
Апеннінський півострів розділений: північ належить Священній Римській імперії, середню частину займає Папська область, більша частина півдня належить Сицилійському королівству. Деякі міста півночі: Венеція, Піза, Генуя тощо, мають статус міст-республік, частина з яких об'єднана Ломбардською лігою.
Південь Піренейського півострова в руках у маврів. Північну частину півострова займають християнські Кастилія, Леон (Астурія, Галісія), Наварра, Арагонське королівство (Арагон, Барселона) та Португалія. Генріх III є королем Англії (до 1272), а королем Данії — Вальдемар II (до 1241).
У Києві княжить Мстислав Романович Старий (до 1223), у Галичі — Коломан Галицький, у Володимирі-на-Клязмі — Юрій Всеволодович. Новгородська республіка та Володимиро-Суздальське князівство фактично відокремилися від Русі. У Польщі період роздробленості. На чолі королівства Угорщина стоїть Андраш II (до 1235).
В Єгипті, Сирії та Палестині править династія Аюбідів, невеликі території на Близькому Сході утримують хрестоносці. У Магрибі панують Альмохади, держава яких почала розпадатися. Сельджуки окупували Малу Азію. Хорезм є наймогутнішою державою Середньої Азії, а Делійський султанат — Північної Індії. Чингісхан розширює територію Монгольської імперії. У Китаї співіснують частково підкорені монголами держава чжурчженів, де править династія Цзінь, й держава тангутів Західна Ся та держава ханців, де править династія Сун. На півдні Індії домінує Чола. В Японії триває період Камакура.

## Події
- У Володимиро-Суздальському князівстві почалося правління Юрія Всеволодовича.
- Помер імператор Священної Римської імперії Оттон IV. Його супротивник, римський король Фрідріх II Гогеншауфен, залишився головним перетендентом на титул імператора.
- Хрестоносці П'ятого хрестового походу залишили Палестину й пішли на Єгипет, де зуміли захопити Дам'єтту.
- На півдні Франції тривають Альбігойські війни.
- Царем Болгарії став Іван Асень II.
- Папа римський Гонорій III визнав короля Кастилії Фердинанда III законним спадкоємцем Леону.
- Засновано університет Саламанки.
- Продовжуються завоювання Чингісхана. Монголи змусили платити данину Корею, підкорили собі ханство каракитаїв, поставили ультиматум Хорезму.

## Народились
- 1 травня — Рудольф I, король Німеччини з 1273, перший з династії Габсбургів.